# Gullegem Koerse 2012
De 64e editie van de Belgische wielerwedstrijd Gullegem Koerse werd verreden op 29 mei 2012. De start en finish vonden plaats in Gullegem. De winnaar was Matteo Trentin, gevolgd door Guillaume Van Keirsbulck en Kenny Dehaes.

## Uitslag
| Gullegem Koerse 2012 |                          |                         |          |
| Plaats               | Naam                     | Ploeg                   | Tijd     |
| Winnaar              | Matteo Trentin           | Omega Pharma-Quick Step | 3u46'30" |
| 2                    | Guillaume Van Keirsbulck | Omega Pharma-Quick Step | + 2"     |
| 3                    | Kenny Dehaes             | Lotto-Belisol           | + 20"    |
| 4                    | Klaas Lodewyck           | BMC Racing Team         | z.t.     |
| 5                    | Iljo Keisse              | Omega Pharma-Quick Step | z.t.     |
| 6                    | Tom Boonen               | Omega Pharma-Quick Step | z.t.     |
| 7                    | Tosh Van Der Sande       | Lotto-Belisol           | z.t.     |
| 8                    | James Vanlandschoot      | Accent Jobs             | z.t.     |
| 9                    | Stijn Devolder           | Vacansoleil-DCM         | z.t.     |
| 10                   | Andy Cappelle            | Accent Jobs             | +2'50"   |

1942 · 1943 · 1944 · 1945 · 1946 · 1947 · 1948 · 1949 · 1950 · 1951 · 1952 · 1953 · 1954 · 1955 · 1956 · 1957 · 1958 · 1959 · 1960 · 1961 · 1962 · 1963 · 1964 · 1965 · 1966 · 1967 · 1968 · 1969 · 1970 · 1971 · 1972 · 1973 · 1974 · 1975 · 1976 · 1977 · 1978 · 1979 · 1980 · 1981 · 1982 · 1983 · 1984 · 1985 · 1986 · 1987 · 1988 · 1989 · 1990 · 1991 · 1992 · 1993 · 1994 · 1995 · 1996 · 1997 · 1998 · 1999 · 2000 · 2001 · 2002 · 2003 · 2004 · 2005 · 2006 · 2007 · 2008 · 2009 · 2010 · 2011 · 2012 · 2013 · 2014 · 2015 · 2016 · 2017 · 2018 · 2019 · 2020 · 2021 · 2022 · 2023 · 2024